# Caterina di Navarra
Caterina di Navarra o Caterina di Foix. Catherine in francese e in inglese, Katalina in basco, Caterina in catalano, Catalina in spagnolo, Catarina asturiano, in galiziano, in portoghese e in aragonese, Katharina in tedesco e Catharina in fiammingo (1468 – Mont-de-Marsan, 12 febbraio 1517), fu principessa di Viana dal 1479 al 1483, poi regina regnante di Navarra, contessa di Foix e Bigorre, viscontessa di Béarn, Nébouzan, Villemeur, Lautrec dal 1483 al 1517.

## Origini familiari
Caterina, secondo Pierre de Guibours, detto Père Anselme de Sainte-Marie o più brevemente Père Anselme, era la figlia secondogenita del visconte di Castelbon, principe di Viana e futuro luogotenente del regno di Navarra Gastone di Foix-Navarra e di Maddalena di Francia, che, sia secondo Père Anselme, sia secondo la Chroniques romanes des comtes de Foix, era sorella del futuro re di Francia Luigi XI e figlia del re di Francia Carlo VII e di Maria d'Angiò, che era la figlia di Luigi, duca d'Angiò, conte di Provenza e re di Napoli e di Iolanda di Aragona, figlia del re di Aragona, di Valencia, di Sardegna e di Maiorca, re titolare di Corsica, Conte di Barcellona e delle contee catalane, Giovanni I e della seconda moglie, Iolanda di Bar (1365-1431).
Gastone di Foix-Navarra, ancora sia secondo Père Anselme, sia secondo la Chroniques romanes des comtes de Foix, era il figlio primogenito del conte di Foix, Conte di Bigorre, visconte di Béarn, Coprincipe di Andorra, Visconte di Castelbon, di Narbonne, Nébouzan, Villemeur e Lautrec, e Pari di Francia Gastone IV di Foix e della futura sovrana di Navarra e poi regina effettiva di Navarra Eleonora, che, sia secondo Père Anselme, che secondo la Chroniques romanes des comtes de Foix, era la figlia quartogenita (terza femmina) del principe di Castiglia e León e d'Aragona, duca di Peñafiel e futuro re di Navarra, della corona d'Aragona e di Sicilia Giovanni II e della sua prima moglie, la ex regina consorte di Sicilia e futura regina di Navarra Bianca di Navarra, che era la figlia terzogenita del re di Navarra, conte di Évreux e duca di Nemours Carlo III detto il Nobile (figlio maschio primogenito del re di Navarra Carlo II il Malvagio e di Giovanna di Francia, figlia del re di Francia Giovanni II il Buono e Bona di Lussemburgo) e di Eleonora Enriquez, secondogenita del re di Castiglia e León Enrico II di Trastamara, e di Giovanna Manuele.

## Biografia

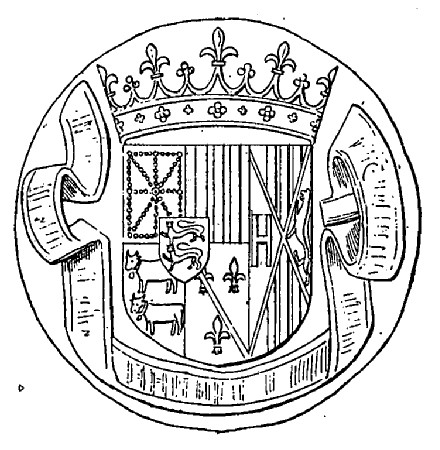
Il sigillo della regina Caterina

Nel 1469 suo padre fu nominato luogotenente del regno di Navarra al posto di sua nonna, Eleonora di Navarra.
Il 23 novembre del 1470 Caterina rimase orfana di padre, che morì per le ferite mal curate riportate in seguito a un torneo effettuato nelle vicinanze di Bordeaux, a Libourne, dove era al seguito del cognato, il duca di Guienna Carlo di Francia.
Suo fratello Francesco Febo divenne erede della contea di Foix, che poi Gastone IV di Foix ereditò alla morte di suo nonno nel 1472.
Sua nonna Eleonora nel 1471 riottenne da suo padre, il re d'Aragona Giovanni II, la luogotenenza perpetua sulla Navarra, in cambio della rinuncia a ogni rivendicazione sulla corona d'Aragona, per cui suo fratello Francesco Febo divenne erede (principe di Viana) del regno di Navarra, che poi ereditò alla morte di sua nonna Eleonora di Navarra, nel 1479.
 Sua madre, Maddalena di Francia, ebbe la reggenza, come già era stato per la contea di Foix; Caterina divenne principessa di Viana, erede del regno di Navarra.
Suo fratello, Francesco Febo fu finalmente incoronato il 3 novembre 1481 a Pamplona ma morì due anni dopo, molto probabilmente per avvelenamento, mentre suonava un flauto, senza aver governato e prima di potersi sposare. Egli lasciò tutti i suoi possedimenti a Caterina, ancora minorenne, avendo fatto testamento a suo favore, per cui la madre Maddalena continuò ad esercitare la reggenza.
La Navarra subì delle pressioni dalle corti di Francia e Castiglia per fare sposare Caterina ad uno dei loro principi; la Castiglia propose il matrimonio con l'erede al trono, Giovanni e rimase assai male quando Maddalena, per la figlia, Caterina, accettò l'offerta della famiglia del signore d'Albret e visconte di Tartas, Giovanni d'Albret, che era figlio del signore di Albret conte di Gâvres e di Castres e visconte di Tartas Alain I d'Albret e della Contessa del Périgord, viscontessa di Limoges e signora d'Avesnes e di Châlus, Françoise de Châtillon (?-1481), figlia del conte di Penthièvre, visconte di Limoges e signore di Payzac, Guglielmo di Châtillon-Blois e di Isabella de la Tour d´Auvergne. Il matrimonio fu celebrato, il 14 luglio del 1484, a Orthez, nella contea di Foix.
Caterina, il marito e la madre Maddalena, che tenne la reggenza sino al 1494, dovettero anche lottare contro lo zio , il visconte di Narbona, Giovanni di Foix, che pretendeva di essere, per la legge salica, in quanto maschio, l'erede di Francesco Febo. Giovanni di Foix iniziò una guerra civile, che durò una decina di anni. Caterina ed il marito poterono essere incoronati re di Navarra solo il 10 gennaio 1494, nella cattedrale di Pamplona. La pace fu siglata a Tarbes il 7 settembre 1497. Giovanni, che, durante la guerra civile di Navarra, Giovanni aveva avuto il supporto del re d'Aragona Ferdinando II, morì a Étampes, nel novembre del 1500, ma, nel 1505, sua figlia Germana de Foix contrasse matrimonio con Ferdinando II (che, nel 1504, era rimasto vedovo di Isabella I di Castiglia). Ferdinando II, che nel 1506 divenne reggente del regno di Castiglia per conto della figlia Giovanna la Pazza, manteneva, a nome della moglie, qualche pretesa sulla Navarra.

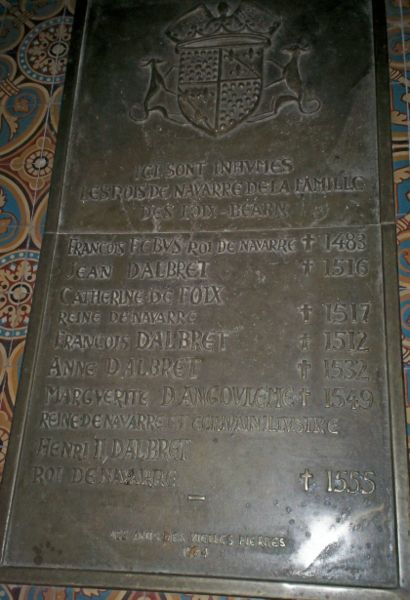
Lescar: tomba dei re di Navarra

Nel 1512 Caterina e il marito Giovanni d'Albret, a Blois, firmarono un accordo con il re di Francia Luigi XII, che prevedeva un accordo tra la Francia e la Navarra, tra cui un eventuale matrimonio tra l'erede al trono di Navarra Enrico II di Navarra e una principessa della casa reale francese, e una clausola segreta che vietava il passaggio delle truppe castigliane sul suolo navarrese. Nello stesso tempo i reali di Navarra cercavano di mantenere buoni rapporti con Ferdinando, re d'Aragona e reggente di Castiglia, il quale venuto a conoscenza della clausola segreta del patto firmato tra Francia e Navarra, chiese il permesso di passaggio sul suolo navarrese per attaccare la Francia; ottenuto un rifiuto, Ferdinando dichiarò guerra a Caterina, il 25 luglio del 1512 l'esercito castigliano entrava a Pamplona e in capo a due mesi la Navarra a sud dei Pirenei era conquistata, anche perché Giovanni d'Albret non aveva combattuto e si era rifugiato a Parigi. L'entrata delle truppe spagnole in Navarra era stata preceduta da una bolla di papa Giulio II, che scomunicava Caterina e Giovanni e li privava dei loro titoli e dei loro territori. Una seconda bolla del 18 gennaio 1513 confermava la scomunica e assegnava i territori a chiunque li avesse conquistati (cioè Ferdinando II).
Le intenzioni di Ferdinando sembra che non fossero di annettere la Navarra al regno di Spagna, ma finita la disputa con la Francia, restiturla a Caterina, ed in quell'ottica propose un matrimonio tra il principe di Viana, Enrico II di Navarra, erede al trono di Navarra e una principessa di Spagna. Caterina ed il marito non solo rifiutarono ma fecero arrestare l'ambasciatore spagnolo, che fu consegnato ai francesi. Solo allora Ferdinando procedette all'annessione, dichiarandosi re di Navarra.
Di fatto il regno di Navarra era stato diviso in due parti:
- la Bassa Navarra, la parte del regno a nord dei Pirenei che rimase in possesso della regina Caterina e continuò a essere legata alla Francia
- l'Alta Navarra, la parte del regno a sud dei Pirenei che fu annessa alla corona d'Aragona e il 23 marzo del 1513, le cortes di Pamplona dichiararono l'annessione al regno d'Aragona e poi, nel 1515, le cortes castigliane, a Burgos, dichiararono l'Alta Navarra parte del regno castigliano, la nascente Spagna. Comunque il regno di Navarra mantenne le sue leggi e le sue autonomie almeno sino al XVIII secolo, nell'ambito del regno di Spagna[22].

Caterina e il marito, dopo avere lasciato Pamplona, si stabilirono nel Béarn, e, negli anni seguenti, cercarono di rientrare in possesso dell'Alta Navarra, ma senza successo. Caterina rinfacciò a Giovanni d'Albret per il resto della sua vita la passività del marito, con la frase:-se io fossi stata Giovanni la Navarra sarebbe ancora nostra (Si vous etiez né Catherine et moi Jean, nous aurions encore la Navarre).
Caterina morì a Mont-de-Marsan, nella contea di Foix il 12 febbraio 1517 e fu tumulata nella cattedrale di Lescar. A Carerina succedette il figlio Enrico.

## Discendenza
Caterina a Giovanni d'Albret diede tredici figli:
- Anna di Navarra[16] (1492-1532)
- Maddalena di Navarra (1494-1504)
- Caterina di Navarra (1495-1532), badessa a Caen
- Giovanna di Navarra (1496)
- Quitèria di Navarra (1499-1536), badessa a Montivilliers
- un bambino nato e morto subito (1500)
- Andrea Febo di Navarra (1501-1503)
- Enrico (1503-1555), re di Navarra[16]
- Bonaventura di Navarra (1505-1510)
- Martino di Navarra (1506-1512)
- Francesco di Navarra (1508-1512)
- Carlo di Navarra (1510-1528) fatto prigioniero all'assedio di Napoli (1528) nella guerra della Lega di Cognac, morì in prigione, in quello stesso anno[16]
- Isabella di Navarra (circa 1513-1555), sposò nel 1534 Renato I di Rohan[16].

## Ascendenza
|                         |                     |                            | Genitori                          |  |  | Nonni |  |  | Bisnonni           |  |  | Trisnonni             |  |
|                         |                     |                            |                                   |  |  |       |  |  | Giovanni I di Foix |  |  | Arcimbaldo di Grailly |  |
|                         |                     |                            |                                   |  |  |       |  |  | Giovanni I di Foix |  |  | Arcimbaldo di Grailly |  |
|                         |                     | Isabella di Foix-Castelbon |                                   |  |  |       |  |  | Giovanni I di Foix |  |  |                       |  |
| Gastone IV di Foix      |                     |                            |                                   |  |  |       |  |  | Giovanni I di Foix |  |  |                       |  |
|                         |                     | Jeanne d'Albret            | Carlo I d'Albret                  |  |  |       |  |  |                    |  |  |                       |  |
|                         |                     | Jeanne d'Albret            | Carlo I d'Albret                  |  |  |       |  |  |                    |  |  |                       |  |
|                         |                     | Jeanne d'Albret            | Marie de Sully                    |  |  |       |  |  |                    |  |  |                       |  |
| Gastone di Foix-Navarra |                     | Jeanne d'Albret            |                                   |  |  |       |  |  |                    |  |  |                       |  |
|                         |                     | Giovanni II d'Aragona      | Ferdinando I di Aragona           |  |  |       |  |  |                    |  |  |                       |  |
|                         |                     | Giovanni II d'Aragona      | Ferdinando I di Aragona           |  |  |       |  |  |                    |  |  |                       |  |
|                         |                     | Giovanni II d'Aragona      | Eleonora d'Alburquerque           |  |  |       |  |  |                    |  |  |                       |  |
| Eleonora di Navarra     |                     | Giovanni II d'Aragona      |                                   |  |  |       |  |  |                    |  |  |                       |  |
|                         |                     | Bianca I di Navarra        | Carlo III di Navarra              |  |  |       |  |  |                    |  |  |                       |  |
|                         |                     | Bianca I di Navarra        | Carlo III di Navarra              |  |  |       |  |  |                    |  |  |                       |  |
|                         |                     | Bianca I di Navarra        | Eleonora di Trastámara            |  |  |       |  |  |                    |  |  |                       |  |
| Caterina di Navarra     |                     | Bianca I di Navarra        |                                   |  |  |       |  |  |                    |  |  |                       |  |
|                         | Carlo VI di Francia | Carlo V di Francia         |                                   |  |  |       |  |  |                    |  |  |                       |  |
|                         | Carlo VI di Francia | Carlo V di Francia         |                                   |  |  |       |  |  |                    |  |  |                       |  |
|                         | Carlo VI di Francia | Giovanna di Borbone        |                                   |  |  |       |  |  |                    |  |  |                       |  |
| Carlo VII di Francia    | Carlo VI di Francia |                            |                                   |  |  |       |  |  |                    |  |  |                       |  |
|                         |                     | Isabella di Baviera        | Stefano III di Baviera-Ingolstadt |  |  |       |  |  |                    |  |  |                       |  |
|                         |                     | Isabella di Baviera        | Stefano III di Baviera-Ingolstadt |  |  |       |  |  |                    |  |  |                       |  |
|                         |                     | Isabella di Baviera        | Taddea Visconti                   |  |  |       |  |  |                    |  |  |                       |  |
| Maddalena di Valois     |                     | Isabella di Baviera        |                                   |  |  |       |  |  |                    |  |  |                       |  |
|                         |                     | Luigi II d'Angiò           | Luigi I d'Angiò                   |  |  |       |  |  |                    |  |  |                       |  |
|                         |                     | Luigi II d'Angiò           | Luigi I d'Angiò                   |  |  |       |  |  |                    |  |  |                       |  |
|                         |                     | Luigi II d'Angiò           | Maria di Blois                    |  |  |       |  |  |                    |  |  |                       |  |
| Maria d'Angiò           |                     | Luigi II d'Angiò           |                                   |  |  |       |  |  |                    |  |  |                       |  |
|                         |                     | Iolanda di Aragona         | Giovanni I d'Aragona              |  |  |       |  |  |                    |  |  |                       |  |
|                         |                     | Iolanda di Aragona         | Giovanni I d'Aragona              |  |  |       |  |  |                    |  |  |                       |  |
|                         |                     | Iolanda di Aragona         | Iolanda di Bar                    |  |  |       |  |  |                    |  |  |                       |  |
|                         |                     | Iolanda di Aragona         |                                   |  |  |       |  |  |                    |  |  |                       |  |

### Fonti primarie
- (FR)  Histoire généalogique et chronologique de la maison royale de France, tomus III.
- (OC, FR)  Chroniques romanes des comtes de Foix.

### Letteratura storiografica
- Rafael Altamira, Spagna, 1412-1516, in Cambridge University Press - Storia del mondo medievale, vol. VII, pp. 546–575, Garzanti, 1999
- Charles Petit-Dutaillis, Francia: Luigi XI, in Cambridge University Press - Storia del mondo medievale, vol. VII, 1999, pp. 657–695
- Elena Woodacre, The Queens regnant of Navarre, Palgrave Macmillan, New York 2013.